# باربارا نيدلجاكوفا
بارابارا نيدلجاكوفا (بالسلوفاكية: Barbara Nedeljáková)‏ وهي ممثلة سلوفاكية ولدت في يوم 16 مايو 1979 في مدينة بانسكا بيستريتسا في تشيكوسلوفاكيا مثلت في فلم نزل.

## روابط خارجية
- باربارا نيدلجاكوفا على موقع IMDb (الإنجليزية)
- باربارا نيدلجاكوفا على موقع ألو سيني (الفرنسية)
- باربارا نيدلجاكوفا على موقع أول موفي (الإنجليزية)
- باربارا نيدلجاكوفا على موقع قاعدة بيانات الأفلام السويدية (السويدية)
- باربارا نيدلجاكوفا على موقع قاعدة بيانات الفيلم (الإنجليزية)
- باربارا نيدلجاكوفا على موقع كينوبويسك (الروسية)